# 楊慈
楊慈（1382年—1411年），字惠叔，福州興化府莆田縣人，明朝政治人物。

## 生平
少孤，由母鄭氏撫養成人。永樂六年（1408年）戊子科福建鄉試第一，次年會試聯捷第二。由於成祖北狩，殿試推遲。永樂九年（1411年）廷對二甲第一，賜進士出身。選翰林院庶吉士。同年七月卒，年僅三十。